# Barrage de Ceyrac
Le barrage de Ceyrac est l'un des trois barrages écrêteurs de crues, du Vidourle. Situé lieu-dit Ceyrac, sur la commune de Conqueyrac dans le Gard, il a été érigé sur le Rieu Massel, un affluent rive droite du Vidourle. Des trois barrages du Vidourle, seul le barrage de Conqueyrac a été construit directement sur le fleuve.

## Histoire

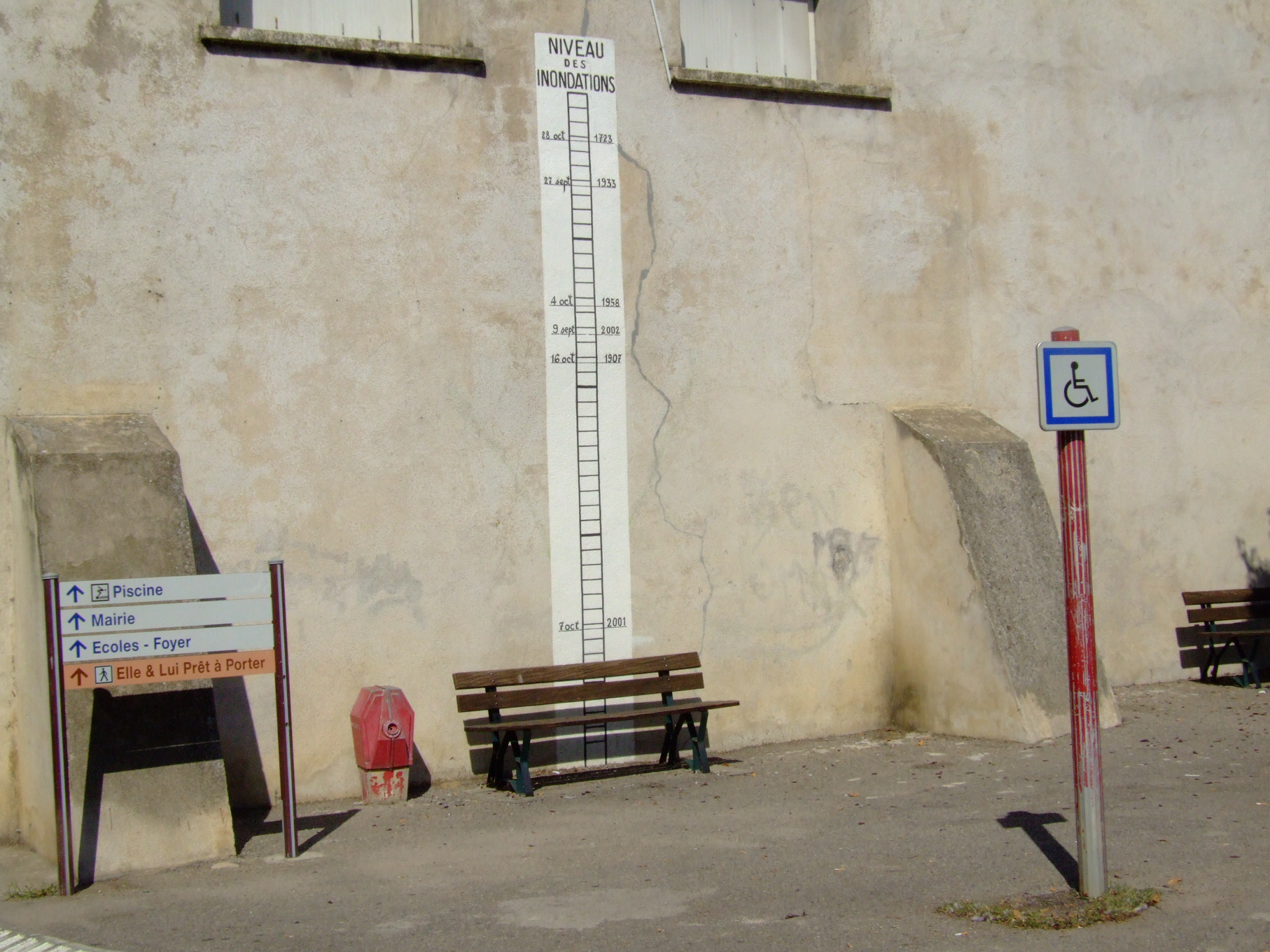
Niveau du Vidourle à Quissac (Gard) en 1958 et en 2002.

La construction des barrages fut décidée à la suite d'une crue historique en 1958. Mais en 2002, la vidourlade (crue) fut si importante que les barrages ne suffirent pas à contenir les quelque 2 650 m3/s d'eau (débit mesuré en aval à Sommières le 9 septembre 2002).

## Fonctionnement
Le barrage est le plus souvent à sec. Le Vidourle a la particularité d'être principalement souterrain (entre les communes de Saint-Hippolyte-du-Fort et de Sauve). Le lit du fleuve et cet affluent (le Rieu Massel) ne se remplissent qu'en fortes périodes de pluie.
L'entretien des abords du barrage est effectué par l'EPTB Vidourle. Le bon fonctionnement et la sécurité de l’édifice nécessitent un nettoyage régulier du lit et des berges du fleuve en amont (végétation, flottants etc.).